# Jennifer Gouveia
Jennifer Gouveia (Rio de Janeiro, 13 de setembro de 1990) é uma atriz, dubladora e diretora de dublagem brasileira. É conhecida por dublar Sylvie Laufeydottir na série original Disney+, Loki, dar voz a cantora Anitta em sua participação como jurada na 9ª Temporada do reality show norte-americano RuPaul's Drag Race All Stars e ser voz recorrente da atriz australiana Katherine Langford.